# Oberdeutschland

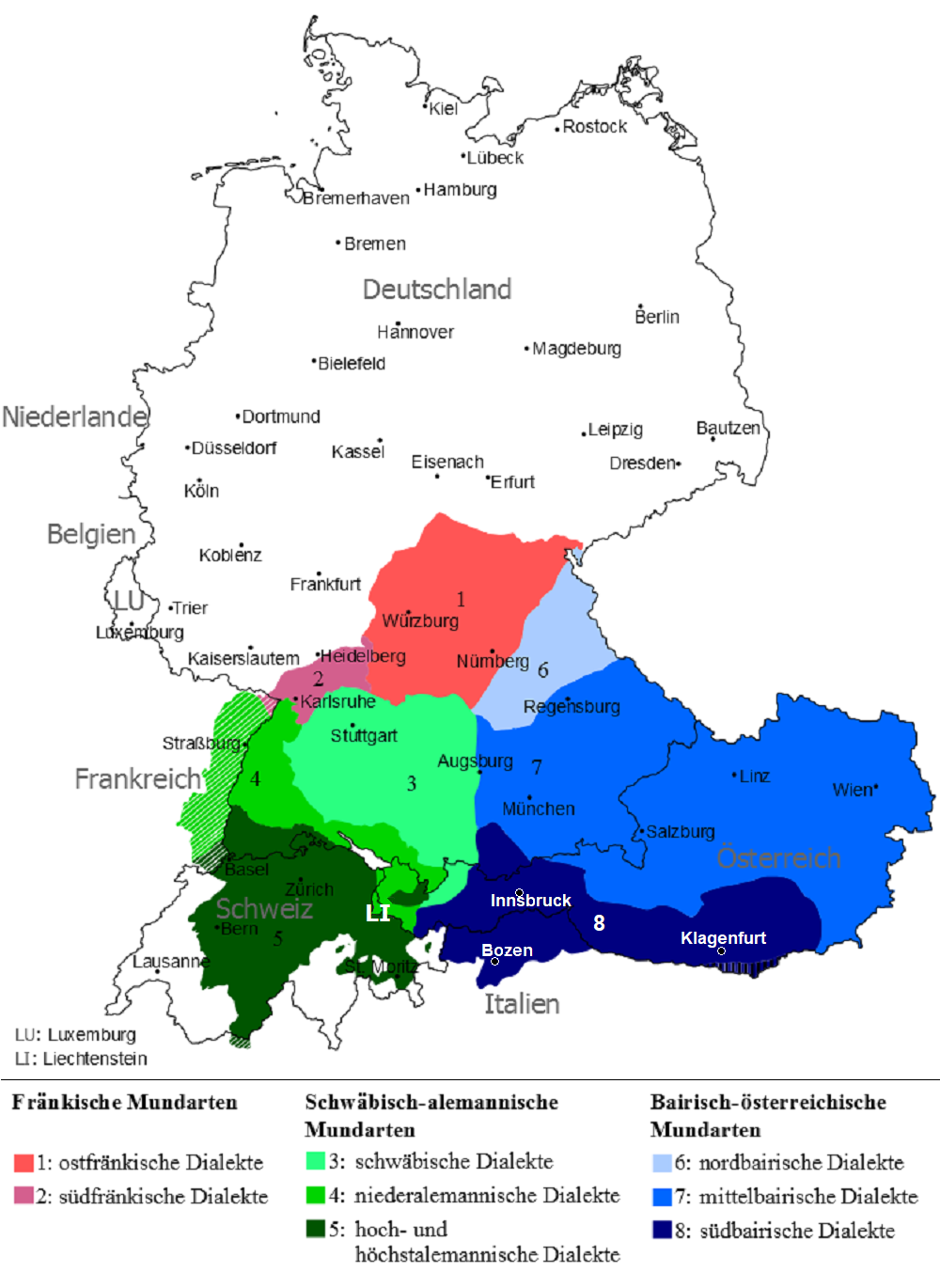
Der oberdeutsche Sprachraum mit seinen Dialekten

Der Begriff Oberdeutschland beschreibt das Gebiet, in dem oberdeutsche Dialekte gesprochen werden, also ungefähr den gesamten geschlossenen deutschen Sprachraum südlich der Mainlinie einschließlich des südlichsten Teils Thüringens. Er dient hier zur Unterscheidung von den mittel- und niederdeutschen Sprachregionen.
Er wird auch in der Geschichtswissenschaft, insbesondere in der Mediävistik, verwendet und bezeichnet dann im Kern die Gebiete des späteren Schwäbischen, Fränkischen und Bayerischen Reichskreises, wobei die Raumbegrenzung an den Rändern stärker variiert und teilweise auch das Elsass, die Deutschschweiz und westliche Gebiete Österreichs hinzugezählt werden. Charakteristisch für Oberdeutschland war die enge wirtschaftliche Verflochtenheit zwischen seinen mächtigen Reichsstädten, die ihren Wohlstand insbesondere auf die Tuchproduktion und den Handel damit begründeten. Weiterhin spielten der Fernhandel mit Oberitalien (etwa Venedig, Genua) und die beginnende Geldwirtschaft (z. B. Fugger) eine wichtige Rolle, sodass der Raum mit bedeutenden Städten wie Nürnberg, Augsburg, Ulm, Regensburg und Nördlingen im Spätmittelalter und der anbrechenden Frühen Neuzeit eine wirtschaftliche Blüte erlebte. Politisch schlossen sich einige der Reichsstädte im Schwäbischen Städtebund zusammen. Mit der Verlagerung des Welthandels vom Mittelmeer auf den Atlantik nach der Entdeckung Amerikas ging die wirtschaftliche Bedeutung Oberdeutschlands im Reich zugunsten der Niederlande und der Nordseehäfen zurück.